# نهر إيتاويرا
نهر إيتاويرا هو نهر في ولاية بياوي شمال شرق البرازيل ، وهو أحد روافد نهر بارنيبا .
يرتفع النهر، وهو متقطع، في 823,843 هكتار (2,035,760 أكر) متنزه سيرا داس كونفيسوس الوطني، الذي تم إنشاؤه في عام 1998 ، والذي يحمي مساحة من منطقة كاتينغا بيومي.